# Ice Palace (computerspel)
Ice Palace is een videospel voor de Commodore 64. Het spel werd uitgebracht in 1984. 